# 任泉
任泉（1973年3月4日—），原名任振泉，中国大陆男演员，以童星身份出道，毕业于上海戏剧学院表演系。和刘晓虎、陆毅并称“上戏三剑客”。因在电视剧《少年包青天》中饰演“公孙策”一角为观众熟知。

## 早年生涯
1975年3月4日，任泉出生在黑龙江省齐齐哈尔市，本名任振泉。任泉在齐齐哈尔市铁锋区第六小学度过小学时光。在齐齐哈尔市铁路四中读初中时，任泉成了一名文艺兵，之后考入黑龙江省艺术职业学校。1993年，任泉考入上海戏剧学院表演系，和李冰冰、刘小锋、徐路、王亚楠等同窗。大学时期，任泉就和好友李冰冰接拍广告，其中知名的有“玉兰油广告”，大二时参加全国首届艺术院校小品大赛取得三等奖。大学毕业后，任泉签约华谊兄弟。

## 演员生涯
1995年，任泉参加拍摄第一部电视剧《一路等候》。
2000年，任泉因影视演员表中的名字总被漏掉“振”而索性定名“任泉”。同年，任泉、周杰、李冰冰、释小龙一起主演了《少年包青天》，获得好评。任泉和李小璐合作了青春爱情电视剧《都是天使惹的祸》。任泉和李冰冰、李宗翰主演了宋朝背景古装剧《一脚定江山》。
2001年，任泉在《少年包青天2》中继续扮演公孙策，包青天则由陆毅出演。同年，任泉在范冰冰主演的《爱情宝典》中出演配角秦重。任泉也在陆毅和梅婷主演的《海洋馆的约会》中出演配角罗刚。
2002年，任泉和吴奇隆主演了由温瑞安武侠小说《四大名捕》改编的《名捕震关东》，扮演四大名捕之一的冷血。
2007年，任泉出演冯小刚执导的战争片《集结号》。同年，任泉和李冰冰合作拍摄了音乐短片《康美之恋》，备受好评。任泉还参演了张静初、陈晓东、王洛勇主演的喜剧片《A面B面》。
2009年，任泉在胡玫执导的传记片《孔子：决战春秋》中扮演颜回，取得第19届金鸡百花电影节最佳男配提名。
2010年，任泉参演《神话》，扮演胡歌角色的哥哥易小川。同年，任泉主演中国抗日战争背景电视剧《亮剑·铁血军魂》，在剧中扮演政委赵刚。
2011年，任泉客串由杨幂、冯绍峰、何晟铭主演的清朝背景电视剧《宫锁心玉》。同年，任泉和左小青合作主演了《新白娘子传奇》的翻拍作品《又见白娘子》。
2012年，任泉在金庸武侠小说改编的电视剧《笑傲江湖》中出演配角丹青生。
2014年，任泉出演由苏童长篇小说《妻妾成群》改编的电视剧《花灯满城》。
2016年，任泉客串林心如、于波、袁弘主演的古装剧《秀丽江山之长歌行》。
2016年3月於微博发布長文，表示自己經過一陣子考慮後，決定「不演戲了」，從此息影。

## 投资生涯
1997年，任泉从上海戏剧学院肄业就问李冰冰借了4万、徐路借了3万，另外一名同学借了4万，以及自己2万，一共12万建立了自己的第一家餐饮店“蜀地辣子鱼”，同时他还考了个三级厨师证。对于创业，任泉说：“做演员太被动，都是戏来找你，收入不稳定，没有安全感。所以我想自己做点生意，有个固定的收入来源。我想得很简单，就觉得每月我要有3000块钱的固定收入，1000块钱租房，1000块钱生活，1000块钱消费，不会为下个月住在哪、吃什么上火，我能踏实一点，即使没戏拍，也不至于感到惶惑。”两个月后，就用当时正在拍的一部剧的片酬全部还清。很快，因生意火爆，“蜀地辣子鱼”在北京开了分店。2005年，任泉和好友耿乐、柯蓝合作建立“1969酒吧”，次年改为“蜀地原生态火锅”，并且拿200多万元入股华谊兄弟。2007年，任泉和朋友们吃饭时，一桌人全都在谈股票，回家之后立马学习，在半个月内开户、买入，并且成功度过2008年金融危机，其持有的华谊兄弟股票翻了几番，称自己完成了“原始的资本积累”。因投资的成功，任泉在朋友圈中逐渐人气增加，不少演员朋友都会向他咨询秘诀，甚至提出委托他投资。2009年，任泉成立“广东蜀地传说”，2010年，任泉建立“上海强盛影视文化传媒有限公司”，2013年，任泉建立“热辣壹号”。2011年年初，任泉到李嘉诚建立的长江商学院2011年春季班学习，和李亚鹏同窗。2011年4月，任泉成立了自己的工作室“天禧永泰”。2014年7月10日，任泉和李冰冰、黄晓明合伙建立“热辣集团”和风险投资公司。公司投资了数家创新型企业，如秒拍、韩都衣舍、小咖秀、明星衣橱、融360、重庆零壹空间航天科技（中国第一枚民营自主研发的商业火箭“零壹空间”）等。
2015年，任泉受邀出席海南省博鳌亚洲论坛。
2023年，任泉投资并持股32%的九州建元公司因涉“钢钢网”非法吸收公众存款案，被法院下达限制消费令和冻结资产。

## 个人生活
任泉喜欢房子，每两年换一次房子，也喜欢在家里摆自己的收藏。除了餐厅、影视工作室、风险投资公司，任泉还买股票和基金。谈及自己的投资，任泉说：“年轻时候比较倾向于股票，现在可能懂一些了，就觉得基金、股票和债券都应该多少持有一些。我喜欢长线投资，像中国石化和银行类股票。我不会投很多钱，大概占财产比例的五分之一，这样比较保险。首先，要合理分配。比如，拿一部分钱做基金，一部分开店，一部分买房产保值。其次，需要一个清醒的投资心理，不要人云亦云。最后，见好就收，不能贪心。”

## 影视作品

### 电影
| 年份 | 片名           | 角色       | 备注 |
| ---- | -------------- | ---------- | ---- |
| 1998 | 司马敦         | 小上海     |      |
| 1999 | 绿色柔情       | 田野       |      |
| 2004 | 短信一月追     |            |      |
| 2007 | 集结号         | 指导员     |      |
| 2009 | 熊猫大侠       | 赵乾       |      |
| 2010 | 孔子：决战春秋 | 顔回       |      |
| 2010 | A面B面         | 精神科医生 |      |
| 2012 | 黑暗中的救赎   | 林羽       |      |
| 2013 | 女蛹           | 骆嘉       |      |
| 2014 | 死亡邮件       | 司徒明浩   |      |

### 电视剧
| 年份 | 剧名             | 角色         | 备注   |
| ---- | ---------------- | ------------ | ------ |
| 1995 | 子夜             | 范博文       |        |
| 1995 | 一路等候         | 王浩         |        |
| 1996 | 儿女情长         | 童沙波       |        |
| 1997 | 世纪末的童话     | 香早儒       |        |
| 1998 | 将军             | 金诚         |        |
| 1999 | 小李飞刀         | 上官飞       |        |
| 1999 | 民族之声         | 聂耳         |        |
| 1999 | 青春出动         | 舒桐         |        |
| 2000 | 一脚定江山       | 柳复生       |        |
| 2000 | 少年包青天       | 公孙策       |        |
| 2000 | 都是天使惹的祸   | 邵建波       |        |
| 2001 | 爱情宝典         | 秦重         |        |
| 2001 | 流氓太医         | 农草堂       |        |
| 2001 | 卧龙小诸葛       | 诸葛亮       |        |
| 2001 | 宰相小甘罗       | 太子恬       |        |
| 2001 | 少年包青天2      | 公孙策       |        |
| 2001 | 海洋馆的约会     | 罗刚         |        |
| 2002 | 名捕震关东       | 冷血         |        |
| 2002 | 花样的年华       | 郭舜景       |        |
| 2003 | 危情24小时       | 刘铮         |        |
| 2003 | 就像美丽蝴蝶飞   | 程家兴       |        |
| 2004 | 大清徽商         | 汪宗昊       |        |
| 2004 | 赤子乘龙         | 李斌         |        |
| 2004 | 残剑震江湖       | 长乐太子     |        |
| 2005 | 巴黎恋歌         | 纪伟         |        |
| 2006 | 生于六十年代     | 关昊         |        |
| 2006 | 数风流人物       | 汪卫明       |        |
| 2006 | 孩子你在哪里     | 谷卫民       |        |
| 2007 | 婚内外           | 韩若定       |        |
| 2007 | 那些迷人的往事   | 杨志西       |        |
| 2008 | 父亲的战争       | 覃天恕       |        |
| 2008 | 都叫我三妹       | 颜梓豪       |        |
| 2010 | 神话             | 易大川       |        |
| 2011 | 宫锁心玉         | 梦中的雍正帝 | 客串   |
| 2011 | 又见白娘子       | 许仙         |        |
| 2011 | 亮剑·铁血军魂    | 赵刚         |        |
| 2013 | 笑傲江湖         | 丹青生       | 投资人 |
| 2013 | 放开我的手       | 苏挺         |        |
| 2013 | 爱情面前谁怕谁   | 酒吧歌手     | 投资人 |
| 2014 | 花灯满城         | 顾三         |        |
| 2014 | 格子间女人       | 瞿峰         | 客串   |
| 2016 | 秀丽江山之长歌行 | 阴陆         | 客串   |

### 幕后制作
- 2009年 与著名发行人习晖共同制作电视剧《寻找证人》，由陈刚、刘汉强、习雪、林江国主演。
- 2009年 在北京风尚剧场投资制作话剧《疯人院飞了》，　12月23日——1月15日19:30，推出周二半价日。
- 2010年 与著名编剧于正共同出品电视剧《国色天香》，由叶璇、刘恺威、何晟铭、习雪主演。
- 2011年 投资著名编剧于正的电视剧《被遗弃的秘密(藏心术)》，由甘婷婷、蒋梦婕、乔振宇等人主演。
- 2011年 与著名发行人习晖共同制作家庭伦理剧《儿女的战争》八月八日在东莞正式开机，由咏梅、陈刚、刘汉强、赵芮、姚橹、郭虹、习雪等人主演。
- 2011年 任泉工作室参与投资电视剧《第九个寡妇》，将在九月九日开机，由叶璇、李东学等人主演。
- 2012年 任泉与著名编剧于正共同出品电视剧《笑傲江湖》，由霍建华、袁姗姗、陈乔恩主演。
- 2012年任泉工作室与万达影视传媒有限公司 上海强胜影视文化传媒有限公司联合出品 都市情感电视剧《下班抓紧谈恋爱》由隋俊波、朱雨辰主演。
- 2012年任泉工作室和上海剧帝影视传媒有限公司联合出品都市情感励志轻喜剧电视剧《爱情面前谁怕谁》,由霍思燕、张晓龙主演。

### 幕后身份
- 2018年《天坑鹰猎》(任“聯合出品人”)
- 2019年《天衣无缝》(任“出品人”)
- 2020年《奇葩料理大作战》(任“出品人”)

### MTV
- 康美药业广告《康美之恋》 主演：任泉、李冰冰 演唱：谭晶

### 广告代言
- 玉兰油
- 植树防尘
- 男主角皮鞋
- 健力宝饮料
- 爱利宝运动鞋
- 保龄参保健品
- 旅游之星
- 侨绅衬衫
- 灰鼠服饰 与范冰冰合作
- 传神服饰

### 歌曲
- 2000年演唱电视剧《一脚定江山》片头曲《明天在我手》
- 2005年参与合辑《奇迹》并推出单曲《爱认真》

## 获奖
- 1995年获全国艺术院校小品大赛三等奖
- 1999年 参演《绿色柔情》获文化部颁发的“华表奖”优秀影片奖
- 2002年 
  - 荣获中国“双十佳”演员称号
  - 被国内几大权威媒体评为国内“四大小生”
  - “2002年中国最具实力和最具潜力的四小天王”
- 2003年 
  - 荣获韩国中国偶像网 最受韩国观众喜爱的中国男演员
  - 荣获2003MTV巨星炫风超级盛典 最具风格形象演员奖
- 2004年 
  - 当选第四届绿色使者
- 2006年 当选“娱乐中国2006星光大典”最受欢迎小生
- 2007年 当选“BQ红人榜”2006年度实力红人
- 2007年  参演《集结号》获2007MTV超级盛典年度最具瞩目电影奖

## 投资
- 1997年 投资成立[蜀地辣子鱼]店
- 2005年 投资酒吧：1969酒吧 （合伙人：耿乐、柯蓝）
- 2006年 更名为[蜀地原生态火锅]
- 2006年 入股华谊兄弟
- 2008年 投资少儿艺术教育中心
- 2009年 投资成立广东[蜀地传说]
- 2010年 投资成立[蜀地时代]
- 2010年 投资成立上海强盛影视文化传媒有限公司
- 2011年 投资成立任泉工作室
- 2013年 投资成立[热辣]集团,同年[热辣壹号]火锅店开张，(合伙人：李冰冰、黄晓明)